# Medisch rekenen
Medisch rekenen, ook wel verpleegkundig rekenen genoemd, is binnen het Nederlands onderwijs een onderdeel van veel zorgopleidingen.
Tijdens de lessen worden de rekenkundige onderwerpen behandeld in relatie tot medicijnen. Voor de toetsen moet een tien worden behaald om met medicijnen te mogen werken.
De onderdelen die aan bod komen zijn:
- Medicatie per tablet
- Medicatie per druppel
- Medicatie per injectie
- Sondevoeding uitrekenen
- Zuurstof uitrekenen
- Infuus uitrekenen